# Governo nazionale di transizione
Il Governo nazionale di transizione è stato il governo centrale internazionalmente riconosciuto della Somalia dal 2000 al 2004.

## Contesto politico di nascita
Dalla caduta della dittatura comunista del generale Siad Barre, avvenuta nel 1991, la Somalia era caduta nell'anarchia, in uno scenario di continui e sanguinosissimi scontri tra i signori della guerra locali, sostenuti dai moltissimi clan del paese. Queste lotte tra fazioni per il potere si svilupparono molto violentemente a causa della rapida disintegrazione dello Stato somalo, in assenza di strutture istituzionali in grado di riportare l'ordine e la pace nel paese, che si ritrovò ben presto nella guerra civile.
Dal 1995, la Somalia mancava anche ufficialmente di un governo che fosse riconosciuto a livello internazionale.

## Storia del Governo di transizione
Il Governo nazionale di transizione (Transitional National Government, TNG) fu il primo tentativo di ridare un governo alla Somalia e porre fine alla guerra civile, ricostruendo le istituzioni statali.
Questo nuovo governo, che in onore al suo nome doveva gestire la fase transitoria verso la futura stabilità politica, nacque tra aprile e maggio del 2000 alla conferenza di pace di Arta, in Gibuti. Alla Conferenza furono eletti il presidente, Abdiqasim Salad Hassan, ed anche un Parlamento.

### Forze di opposizione e rapporti con l'Etiopia
Data la situazione di anarchia in cui il paese versava da quasi 10 anni, era normale che il governo incontrasse molte difficoltà ad agire ed affermarsi sul territorio.
Infatti, come era prevedibile, i signori della guerra videro nel governo un pericolo per il proprio potere: uno di loro, Hussein Mohammed Farah (figlio del più noto Mohammed Farah Aidid), fondò il Consiglio di riconciliazione e restaurazione della Somalia (Somali Reconciliation and Restauration Council, SRRC), che contrastò politicamente e militarmente il governo e ne fu senz'altro la principale forza di opposizione; vi aderirono importanti signori della guerra, come Mohamed Omar Habeb Dhere, e si unirono nella lotta al TNG anche leader che fino allora erano stati nemici. Esempio lampante è quello di Musa Sudi Yalahow, che vi entrò nonostante fosse stato fino a poco tempo prima acerrimo nemico del fondatore Hussein Mohammed Farah.
Altri signori della guerra invece sostennero il governo, ad esempio Omar Mohamed Finish e, soprattutto, l'ex presidente della repubblica Ali Mahdi Mohamed, che anzi divenne membro del neonato Parlamento.
Comunque la forza del SRRC derivò anche dal supporto estero di cui godette, e che causò non pochi problemi al TNG in materia di credibilità internazionale, relazioni estere e controllo del territorio.
In effetti pare che gli Stati Uniti abbiano appoggiato il Consiglio, mentre è certo il sostegno datogli dall'Etiopia.
Il supporto statunitense ed etiope era senza dubbio motivato dalla volontà di combattere gli estremisti islamici del gruppo terroristico Al-Itihaad al-Islamiya, legato ad Al Qaeda. I signori della guerra avevano sempre combattuto aspramente contro i fondamentalisti islamici , con i quali si contendevano violentemente il controllo della Somalia. Inoltre il gruppo agiva soprattutto nella regione etiope dell'Ogaden al fine di annetterla al resto della Somalia, motivo di ulteriore preoccupazione per l'Etiopia.
Peraltro il TNG non appariva abbastanza risoluto per sostenere la lotta al terrorismo, ed era anzi accusato dall'Etiopia e dal SRRC di essere colluso con gli integralisti, accuse peraltro sempre respinte fermamente dal presidente del TNG Abdiqasim Salad Hassan.

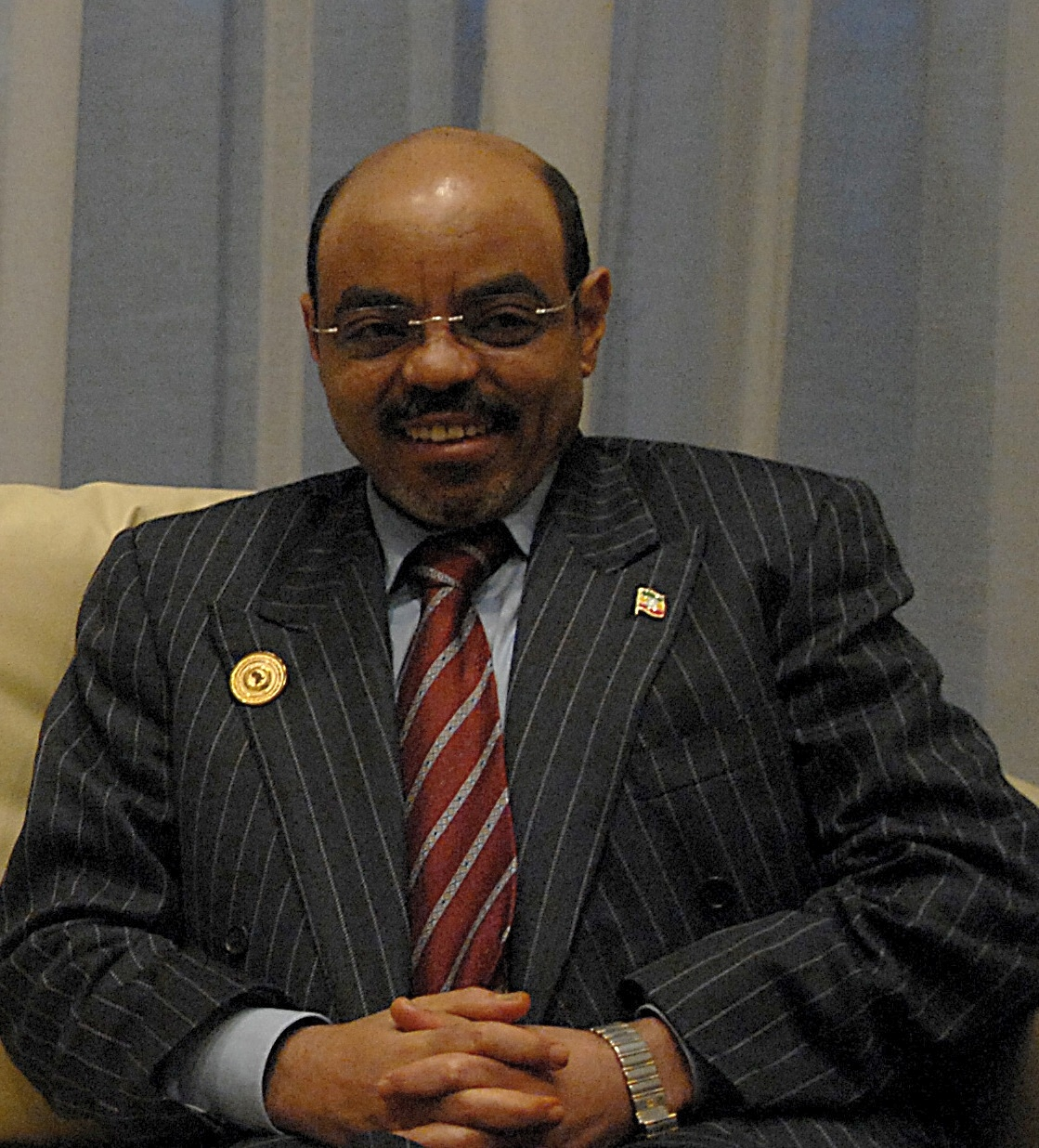
L'ex primo ministro dell'Etiopia Meles Zenawi

Da quanto riportato è facile evincere che i rapporti del TNG con l'Etiopia siano stati sempre molto difficili. All'inizio l'Etiopia non riconobbe nemmeno il nuovo governo, ma anche dopo le relazioni continuarono ad essere pessime e caratterizzate da accuse, dinieghi e contro-accuse da ambo le parti. Per tutta la durata del TNG l'Etiopia continuò a sostenere i signori della guerra del SRRC contro i terroristi islamici, ed anzi ripetutamente invase con le proprie truppe la Somalia per condurre raid contro Al-Itihaad al-Islamiya.
Le reazioni somale non si fecero attendere: nel gennaio 2001 il primo ministro del TNG Ali Khalif Galaid accusò fortemente l'Etiopia di armare le fazioni antigovernative e di aver aumentato negli ultimi anni la sua presenza militare all'interno del paese, nonché di aver occupato alcune città della Somalia sudoccidentale detenendo e intimidendo cittadini somali; tutte affermazioni respinte dalle autorità etiopi, che comunque spontaneamente decisero il mese successivo di ritirare le truppe dalla regione sudoccidentale somala di Gedo, che occupavano dall'agosto 1996.
Nel febbraio 2003 il primo ministro etiope Meles Zenawi ammise l'ingresso occasionale dell'esercito etiope in Somalia per combattere gli estremisti islamici filo-Al Qaeda di Al-Itihaad al-Islamiya. Ma aggiunse che il governo dell'Etiopia aveva a disposizione una lista di membri di Al-Itihaad che erano presenti nel TNG e nel Parlamento somalo, a dimostrazione del fatto che il TNG fosse legato ai fondamentalisti islamici.
Il presidente del TNG Hassan negò quanto sostenuto da Zenawi ed accusò l'Etiopia di destabilizzare la Somalia interferendo nella sua politica interna e di fornire armi ai signori della guerra che si opponevano al governo, in violazione dell'embargo imposto nel 1992 dalle Nazioni Unite sulla fornitura di armi a tutte le fazioni coinvolte nella guerra civile somala. A sua volta l'Etiopia respinse quanto addebitatole.

### Problemi interni
Il governo ebbe anche problemi interni, tra cui la bancarotta dell'amministrazione pubblica nel dicembre 2003.
Inoltre la vita politica interna del TNG fu piuttosto travagliata: nella sua breve esistenza il governo ebbe in tutto 4 primi ministri, cambiati nel corso di 3 anni.

### Passaggio al Governo Federale di Transizione
Nel 2004, in varie conferenze internazionali si iniziò a progettare la costituzione di un nuovo governo che, in continuità col precedente, avrebbe dovuto muovere ulteriori passi verso la ricostruzione di istituzioni nazionali.
Il progetto si realizzò con la nascita del Governo federale di transizione, che successe a quello nazionale tra ottobre e novembre per mezzo di nuove elezioni. Il nuovo nome sta ad indicare il cambiamento dell'assetto istituzionale della Somalia, che da repubblica unitaria centrale diveniva una repubblica federale, per portare alla sintesi più efficace possibile tra le moltissime e diverse realtà locali.
Il 10 ottobre 2004 il Parlamento elesse 1º presidente del Governo federale Abdullahi Yusuf Ahmed; il presidente uscente Abdiqasim Salad Hassan accettò i risultati e ritirò pacificamente la propria candidatura.

## Esponenti di rilievo

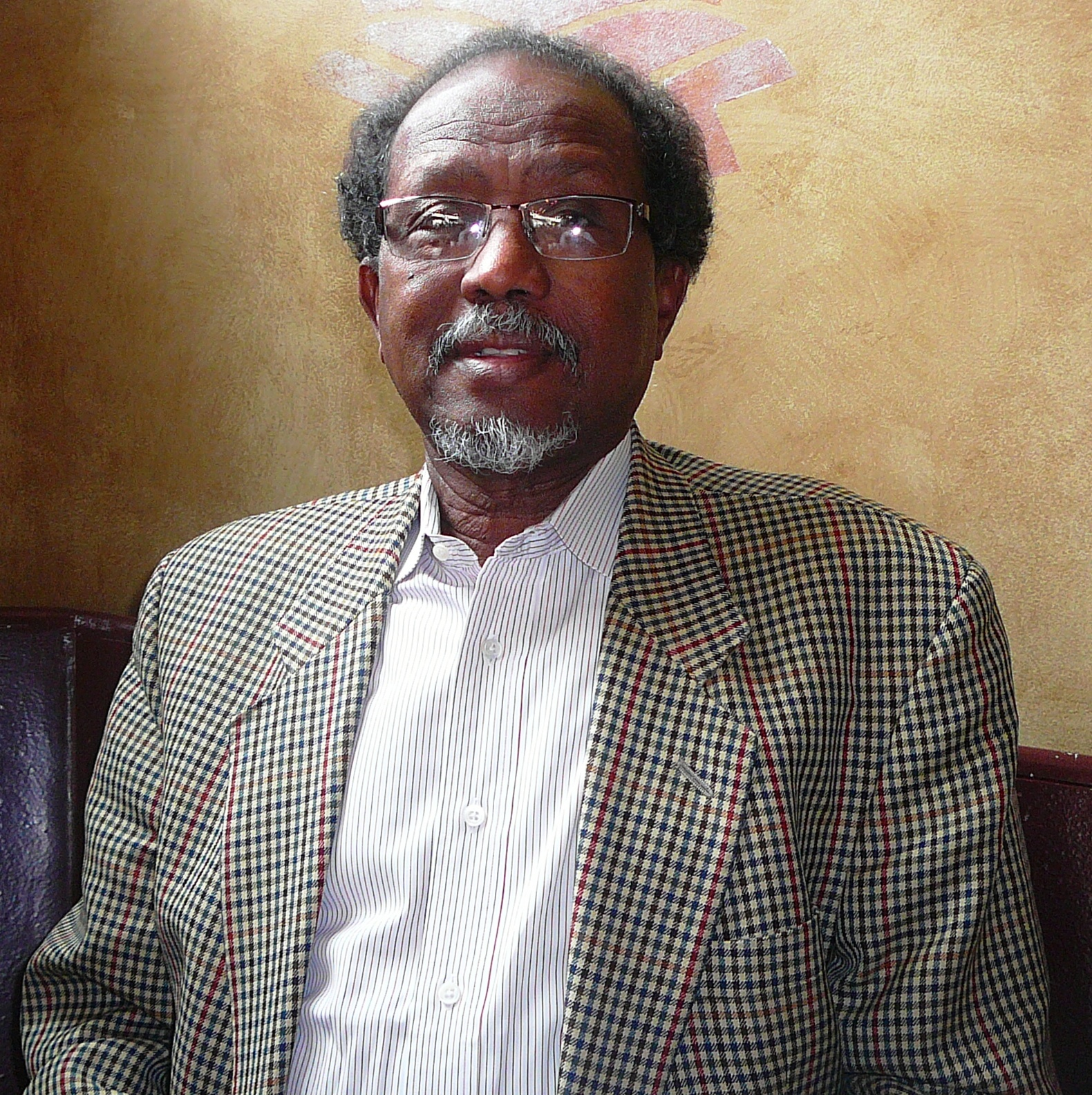
Ali Khalif Galaid

- Abdiqasim Salad Hassan, presidente
- Generale Ismail Qasim Naji, comandante dell'esercito dal gennaio 2002[11][12] (nel marzo del 2002 l'esercito somalo contava 2010 uomini e 90 donne[13])
- Ali Khalif Galaid – 1º primo ministro, 8 ottobre 2000–28 ottobre 2001
- Osman Jama Ali – 2º primo ministro, 28 ottobre 2001–12 novembre 2002[7]
- Hassan Abshir Farah – 3º primo ministro, 12 novembre 2002–8 dicembre 2003
- Mohamed Abdi Yusuf – 4º primo ministro, 31 dicembre, 2003–3 novembre 2004[7]
- Ali Mahdi Mohamed – Parlamentare